# Amerigo Vespucci (persoon)
Amerigo Vespucci (Florence, 9 maart 1454 – Sevilla, 22 februari 1512) was een Florentijnse bankier, diplomaat en ontdekkingsreiziger die in dienst van de Spaanse en Portugese koning delen van een toen voor hen onbekend continent verkende en de gebieden letterlijk en figuurlijk in kaart bracht met als doel de grondgebieden economisch te kunnen exploiteren. Het continent werd op een kaart die een Duits kaartenmaker in 1507 tekende, Americus genoemd, afgeleid van zijn voornaam.

## Jeugd en vroege carrière

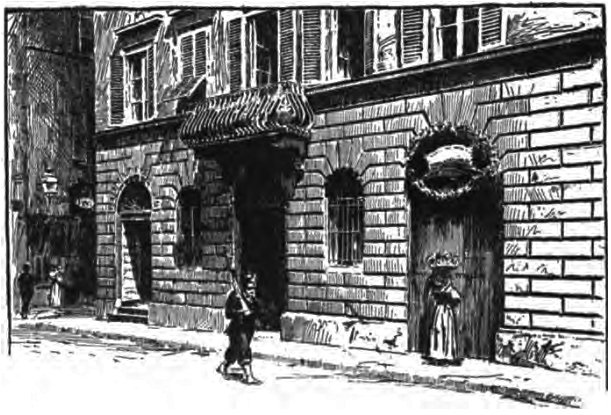
Geboortehuis van Amerigo Vespucci in Florence
(1902), illustratie uit The Historians' History of the World - Volume IX: Italy

Vespucci was afkomstig uit een gegoede en vooraanstaande familie en groeide op in zijn geboortestad Florence, waar tezelfdertijd de stroming van de (Italiaanse) renaissance een hoogtepunt beleefde. Vespucci kwam in dienst van de rijke bankiersfamilie De' Medici, waarmee zijn familie banden had. Hij had goed onderwijs gekregen van zijn vader, die notaris was, en een oom die geleerde was aan een Dominicaans klooster. Hij had al wat diplomatieke ervaring opgedaan als deelnemend lid van een gezantschap voor de De' Medici naar Lodewijk XI van Frankrijk en won zo het vertrouwen van de bankiers.
In 1492 kreeg hij de opdracht naar Sevilla te reizen om daar de economische zaken van de de' Medici te gaan behartigen. Over de rest van zijn leven aldaar is niet veel bekend, maar wel dat hij veel in contact stond met zeevaarders. Hij werd er vanaf begin 1496 als tussenpersoon voor verantwoordelijk, dat er waren werden geleverd voor de grote expedities naar de Nieuwe Wereld die van tijd tot tijd op touw werden gezet.

## Ontdekkingsreizen
Vespucci besloot zijn ambt neer te leggen en werd aangesteld mee te varen op een expeditie van vier schepen onder leiding van Alonso de Ojeda, als astronoom, kaartenmaker en verslaglegger. Ze zeilden in mei 1499 weg van Cadiz en bereikten de Noordoost-kust van wat nu Zuid-Amerika heet, ze meenden echter zelf dat ze in Azië waren beland. In mei 1501 nam hij deel aan een expeditie in opdracht van koning Emanuel I van Portigal met als opdracht een korte route naar India te vinden. Zeilend langs de kust van wat nu Brazilië is, observeerde Vespucci andere sterrenconstellaties dan hij verwachtte, wat hem er toe bracht te denken dat ze bij een heel nieuw continent waren beland.
In die tijd gingen er stilaan stemmen op dat het gebied dat Christoffel Columbus had ontdekt, niet Azië was, zoals Columbus tot zijn dood had verondersteld. Vespucci was een van de mensen die ervan overtuigd raakte dat Columbus een tot dan toe voor de midden-Europeanen onbekend nieuw continent had ontdekt.

### Welke reizen maakte Vespucci werkelijk?
Vespucci beweerde zelf vier reizen te hebben gemaakt, maar de eerste reis wordt sinds enige decennia sterk betwijfeld, terwijl er ook twijfel is of Vespucci zijn vierde reis daadwerkelijk zelf maakte. De beweerde eerste reis zou hebben plaatsgevonden in 1497-1498. Vespucci vertrok vanaf Cádiz, en landde ergens in Zuid-Amerika. Er wordt ook wel beweerd dat hij achteraf de Golf van Mexico bezocht. Er wordt door meerdere historici echter vermoed dat de reis niet werkelijk heeft plaatsgevonden, maar dat Vespucci hem bedacht heeft op basis van de tweede reis, mogelijk om zo te kunnen beweren dat hij vóór Christoffel Columbus het vasteland van Zuid-Amerika ontdekt had.
In 1499-1500 nam Vespucci deel aan een reis die met zekerheid heeft plaatsgevonden, samen met Alonso de Ojeda en Juan de la Cosa. Na de kust van Zuid-Amerika bereikt te hebben, scheidde Vespucci zich af van de rest van de vloot, en zeilde naar het zuidoosten. Hij bereikte een brede golf, waarschijnlijk de monding van de Amazone, die hij Santa Maria noemde. Hij voer door, mogelijk tot Cabo de São Roque, op zoek naar de punt van een schiereiland dat kaartenmaker Ptolemy had beschreven als de markt van Cattigara, keerde toen om en volgde de kust noordwestwaarts, tot de Golf van Venezuela. Bij Hispaniola voegde hij zich weer bij zijn vloot en keerde hij naar Spanje terug.
Na zijn terugkeer vroeg hij de Spaanse koning om een tweede expeditie op touw te zetten om het bezeilde land verder te kunnen ontdekken, maar daar voelde deze niets voor. Vespucci deed daarop hetzelfde verzoek aan de Portugezen. Hij beweerde voor hen twee reizen te hebben gemaakt, maar historici gaan ervan uit dat de reizen die hij beschrijft in werkelijkheid werden geleid door Gonçalo Coelho, die door Vespucci niet bij naam wordt genoemd. Ook zijn er twijfels of Vespucci daadwerkelijk op de tweede van die reizen aanwezig was.
In de eerste reis, in 1501-1502 volgde hij de Braziliaanse kust zuidwaarts vanaf Cabo de São Roque. Vespucci zelf beweerde hierbij tot 52°Z te zijn gekomen, wat zou betekenen dat hij Patagonië zou hebben ontdekt, maar hedendaagse experts vermoeden dat hij niet verder kwam dan Cabo Frio op 23°Z. De tweede Portugese reis was naar eigen zeggen in 1503-1504 in hetzelfde gebied, waarbij Vespucci een handelspost oprichtte bij Cabo Frio, bedoeld voor de handel in brazielhout, een rode houtsoort waarvan verfstof gemaakt kon worden. Coelho maakte vanuit een uitvalsbasis nabij het huidige Rio de Janeiro tochten zuidwaarts, mogelijk tot aan de Río de la Plata.

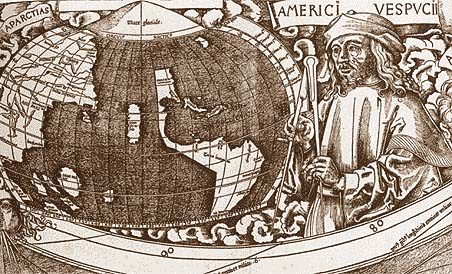
Amerigo Vespucci - Universalis Cosmographia
(1507), Martin Waldseemüller

## Vespucci's brieven
Vespucci schreef over de nieuwe wereld die hij had ontdekt enkele brieven waarin hij vol lof sprak over de vruchtbaarheid en schoonheid van het continent. Deze brieven vonden in Europa gretig aftrek, en brachten de Europeanen tot de bevinding dat wat in het westen was ontdekt, geen losse eilanden betrof of een deel van Indië maar een 'Nieuwe Wereld' (deze term is van Vespucci zelf, een van zijn brieven was getiteld Mundus Novus).

### Americus
Deze brieven waren voor de Duitse cartograaf Martin Waldseemüller een reden om op zijn kaart Universalis Cosmographiae in 1507 het ontdekte land Americus, naar Vespucci te noemen. Dit voorstel vond ingang en op een landkaart van Mercator, gepubliceerd in 1538 vinden we Terra Americi of Amerika terug als naam voor het volledige continent, Noord-Amerika incluis.

## Carrière na de ontdekkingsreizen
Na de reizen vestigde Vespucci zich in Sevilla en onderwees navigatie en cartografie, vanaf 1508 aangesteld bij het Casa de Contratación de las Indias (Handelshuis voor de Indies). Daar stierf hij vier jaar later aan malaria, hij was toen 58 jaar oud. Koning Ferdinand V stelde Juan Díaz de Solís als zijn opvolger aan. Zijn weduwe, Maria Cerezo, kreeg een pensioen toegewezen als erkentelijkheid voor de diensten die Vespucci had bewezen.
Vespucci geldt als een omstreden figuur uit de vroegste periode van de Europese ontdekkingsreizen naar Amerika. Het aandeel van Vespucci in de ontdekking van het continent dat zijn naam draagt is destijds mogelijk overschat en hij wordt ook gezien als een charlatan wiens gewoonte het was de eigen daden stevig op te poetsen. Waldseemüllers kaart van 1513 veranderde de naam van America (aangegeven op zijn kaart van 1507) in Terra incognita en liet de referenties aan Vespucci vervallen.
Ondanks de kritiek wordt Vespucci nog steeds gezien als een belangrijke pionier in de tijd van de ontdekkingsreizen en een levendig verslaglegger.

## Trivia
- De Italiaanse driemaster Amerigo Vespucci is naar Vespucci vernoemd.
- In Nederland is (van 1990 tot 2019) het paard van Sinterklaas naar hem vernoemd.

## Galerij

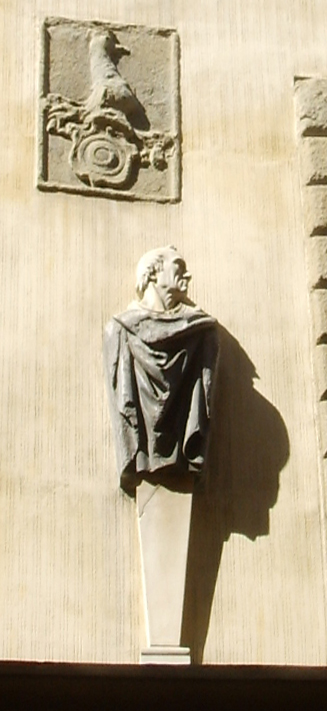
Amerigo Vespucci op het Palazzo dei Vesacci (Florence)
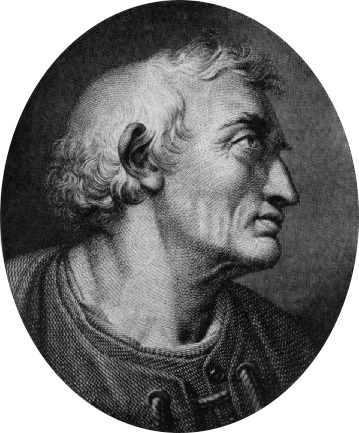
Amerigo Vespucci Illustratie uit Amerigo Vespucci van Frederick A. Ober
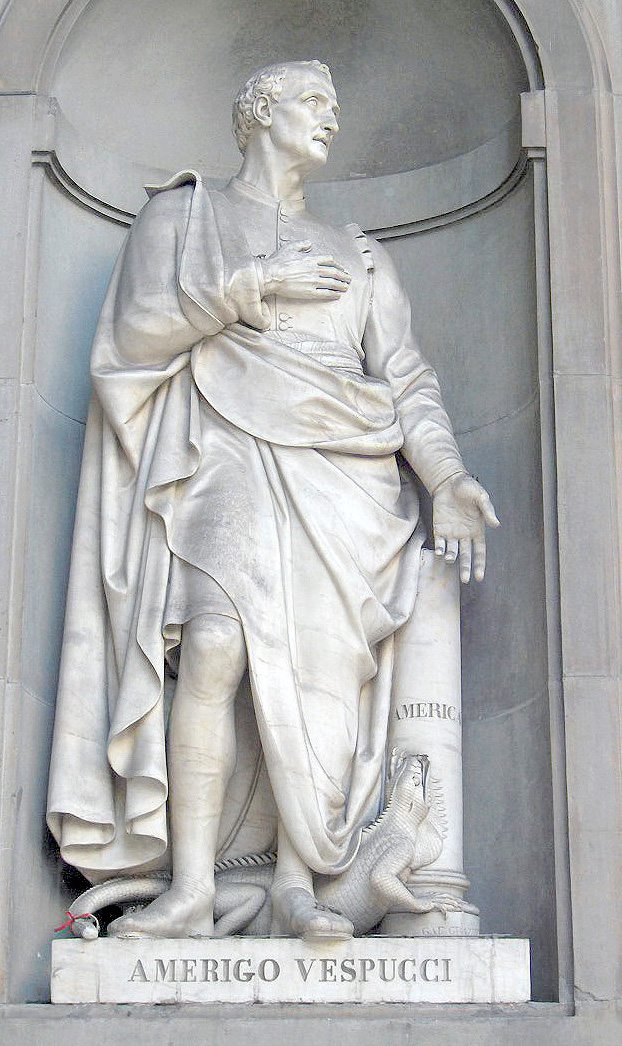
Standbeeld van Amerigo Vespucci door Gaetano Grazzini op het Palazzo degli Uffizi (Florence)